# Deget de Viena
Degetul de Viena sau degetul de Beci este și astăzi cunoscut de diverși meseriași sub numele de țol, preluat din germanul „zoll”. Degetul de Beci avea lungimea de 2,63 cm. Degetul era a 12-a parte din piciorul de Viena, care la rândul lui era submultiplul stânjenului de Viena.  În aritmeticile de la 1777 și 1805 degetul se împărțea în 12 linii iar linia în 12 „puncturi”.